# Биржа труда
Центр занятости населения —  специализированное место, в котором осуществляется посредничество между предпринимателями и безработными или ищущими новую работу наёмными работниками. Обычно биржа труда владеет базой данных вакансий разных предприятий и базой данных соискателей рабочих мест.
Государственные биржи труда, кроме помощи в поиске работы, осуществляют общее изучение спроса и предложения рабочей силы, предоставляют информацию о требующихся профессиях, занимаются профессиональной ориентацией молодёжи, производят учёт безработных и выплачивают пособия.

## В странах мира
Если раньше вакансии анонсировались преимущественно в газетах, то в последнее время успешно развились биржи труда в Интернете.
Биржи труда могут использовать в своем наименовании слово «биржа».

### Россия
Первая система организованного трудоустройства населения в России появилась в Уфе с 1970 года по инициативе главы Комитет БАССР по труду и социальным вопросам Фаткуллина Мухтара Хурматовича. 
Чтобы зарегистрироваться в Центре занятости, нужно предъявить:
- паспорт или документ, его заменяющий;
- трудовую книжку или её дубликат;
- документы об образовании, документы об образовании и о квалификации, документы о квалификации, документы об обучении, документы об ученых степенях и ученых званиях;
- справку о средней заработной плате (денежном довольствии) за последние три месяца по последнему месту работы или документ, заменяющий её (для граждан, потерявших работу в течение одного года перед обращением в службу занятости);
- для граждан, относящихся к категории инвалидов, - индивидуальная программа реабилитации инвалида, выданная в установленном порядке и содержащая заключение о рекомендуемом характере и условиях труда;

Безработными не могут быть признаны:
- лица, не достигшие 16-летнего возраста;
- те, кому назначена трудовая пенсия по старости (часть трудовой пенсии по старости), в том числе досрочно, либо пенсия за выслугу лет;
- отказавшиеся в течение 10 дней со дня регистрации в службе занятости от двух вариантов подходящей работы, включая работу временного характера;
- впервые ищущие работу (ранее не работавшие) и при этом не имевшие профессии (специальности) и отказавшиеся в течение 10 дней со дня регистрации в службе занятости от двух вариантов профподготовки или от предложенной оплачиваемой работы, включая работу временного характера;
- если установлен факт представления гражданином при регистрации документов, содержащих заведомо ложные или недостоверные сведения;
- если в период до признания безработным гражданин без уважительных причин не явился в службу занятости для предложения ему подходящей работы.

Постановлением Правительства Российской Федерации от 15 ноября 2018 г. N 1375 г. Москва "О размерах минимальной и максимальной величин пособия по безработице на 2019 год" установлены минимальный и максимальный размеры пособия по безработице в размере 1500 и 8000 рублей соответственно.
В отделениях службы занятости населения для безработных граждан, кроме поддержки со стороны государства в виде выплат пособий по безработице, имеется дополнительная возможность получения субсидии в размере до 58800 рублей для открытия собственного дела. При этом со стороны безработного гражданина необходимо выполнить ряд предусмотренных законодательством действий — собеседование, тестирование, а также написание бизнес-плана. После этого предусмотрена защита подготовленного бизнес-плана перед коллегиальными органами или комиссиями, которые имеются в каждом конкретном регионе. После положительного решения комиссии о выделении субсидии гражданину необходимо зарегистрировать создаваемую организацию, с предусмотренной организационно-правовой формой (ООО, ИП, КФХ), в налоговой инспекции по месту жительства.

#### В Москве
В начале 2019 года Правительство Москвы начало модернизацию городской системы занятости населения. В столице функционирует 54 территориальных отдела трудоустройства, 48 из которых находятся в офисах «Мои документы», где предоставляются базовые услуги по трудоустройству: составление резюме, подбор вакансий из базы данных, присвоение статуса безработного, выплата пособий и направление на профессиональное обучение. Для получения расширенного комплекса услуг нужно обратиться во Флагманский Центр занятости «Моя работа».
Центр занятости предоставляет следующие услуги для граждан:
- Содействие гражданам в поиске подходящей работы
- Информирование о положении на рынке труда
- Организация профессиональной ориентации граждан в целях выбора сферы деятельности (профессии), трудоустройства, профессионального обучения
- Психологическая поддержка безработных граждан
- Профессиональное обучение и дополнительное профессиональное образование безработных граждан и женщин в период отпуска по уходу за ребенком до достижения им возраста трех лет
- Осуществление социальных выплат гражданам, признанным в установленном порядке безработными
- Организация проведения оплачиваемых общественных работ
- Организация временного трудоустройства
- Социальная адаптация безработных граждан на рынке труда
- Содействие самозанятости безработных граждан
- Организация ярмарок вакансий и учебных рабочих мест
- Содействие безработным гражданам в переезде и безработным гражданам и членам их семей в переселении в другую местность для трудоустройства по направлению органов службы занятости
- Организация сопровождения при содействии занятости инвалидов

### В США
В США деятельностью по трудоустройству безработного населения занимается Управление по трудоустройству и обучению (Employment and Training Administration (ETA)), которое входит в Министерство труда США. В функции ETA входит: предоставление услуг по обучению, трудоустройству, а также информированию о ситуации на рынке труда. ETA управляет федеральными государственными программами профессиональной подготовки и трудоустройства, федеральными грантами  на программы государственной службы занятости и пособиями по безработице.
Для американской модели стимулирования занятости характерным является процесс создания рабочих мест с низкой производительностью. Созданные рабочие места предполагают получение низких доходов. В результате на рынке наблюдается формальное сокращение безработицы, но появляется класс «новых бедных».

### Германия
В Германии вопросами безработицы занимается Федеральное агентство по трудоустройству (Bundesagentur für Arbeit (BA)). Агентство входит в Федеральное министерство труда и социальных дел и имеет свою штаб-квартиру в Нюрнберге. BA управляет центрами занятости по всей Германии и назначает пособия по безработице.
В Германии имеются свыше 150 центров занятости и около 600 их филиалов.